# Liga de Francia de Balonmano
La LNH (Ligue Nationale de Handball), es la liga de balonmano profesional que se disputa en Francia. Los dos últimos equipos de la liga descienden a la Pro D2, la segunda división del balonmano en Francia. Esta Liga fue fundada en 1952, para llenar el vacío que había en el balonmano de aquel país, siendo el primer campeón el Villemomble Sport. El gran dominador de la competición en los últimos años es el PSG.

## Equipos 2018-19
| - Montpellier HB - Paris Saint-Germain - HBC Nantes - USAM Nîmes - Tremblay-en-France Handball - Dunkerque HB - Chambéry Savoie HB |  | - Fenix Toulouse HB - Saint-Raphaël VHB - Pontault-Combault Handball - Istres OPH - Cesson-Rennes MHB - Pays d'Aix UCH - US Ivry Handball |  |

## Palmarés

### Por campeonatos
| Equipo                       | Campeón | Años Campeón                                                                        |
| ---------------------------- | ------- | ----------------------------------------------------------------------------------- |
| Montpellier Handball         | 14      | 1995, 1998, 1999, 2000, 2002, 2003, 2004, 2005, 2006, 2008, 2009, 2010, 2011 y 2012 |
| US Ivry Handball             | 8       | 1963, 1964, 1966, 1970, 1971, 1983, 1997 y 2007                                     |
| Stella Saint-Maur            | 6       | 1968, 1972, 1976, 1978, 1979 y 1980                                                 |
| Paris Saint-Germain          | 6       | 2013, 2015, 2016 , 2017, 2018 y 2019                                                |
| Stade Marseillais UC         | 5       | 1965, 1967, 1969, 1975 y 1984                                                       |
| USM Gagny                    | 5       | 1981, 1982, 1985, 1986 y 1987                                                       |
| Paris UC                     | 4       | 1956, 1959, 1962 y 1974                                                             |
| USAM Nîmes                   | 4       | 1988, 1990, 1991 y 1993                                                             |
| ASP Police Paris             | 2       | 1954 y 1955                                                                         |
| ASPOM Bordeaux               | 2       | 1957 y 1958                                                                         |
| OM Vitrolles                 | 2       | 1994 y 1996                                                                         |
| Villemomble Sport            | 1       | 1953                                                                                |
| Mulhouse Handball Sud Alsace | 1       | 1960                                                                                |
| Bataillon de Joinville       | 1       | 1961                                                                                |
| Cercle Sportif Laïc Dijon    | 1       | 1973                                                                                |
| RC Strasbourg                | 1       | 1977                                                                                |
| US Créteil                   | 1       | 1989                                                                                |
| Vénissieux HB85              | 1       | 1992                                                                                |
| Chambéry Savoie Handball     | 1       | 2001                                                                                |
| Dunkerque HGL                | 1       | 2014                                                                                |